# Frappe de drone sur Tudun Biri
La frappe de drone sur Tudun Biri est survenue le 3 décembre 2023 lorsqu'une frappe de drone de combat a été menée par l'armée nigériane sur Tudun Biri, dans l'État de Kaduna. Ciblant ce qu'ils pensaient être un groupe de bandits, l'armée a frappé par erreur un village, tuant plus de 85 civils.

## Contexte
Dans ses campagnes contre les bandits (en) et les activités djihadistes dans le nord du Nigeria, les drones ont été largement utilisés par le gouvernement nigérian. Ces attaques ont conduit à des frappes aériennes contre des centres civils, provoquant de lourdes pertes, notamment une attaque dans l'État de Nassarawa en janvier ayant tué trente-neuf civils. Une frappe de drone dans l'État de Kaduna en mars 2023 a tué trois autres personnes à Sabon Gida. Les survivants de l'attaque ont déclaré qu'il n'y avait aucun bandit à Tudun Biri, et ils les ont dénoncés la seule fois où il y en a eu.

## Frappe de drone
L'attaque du drone s'est produite alors que les villageois célébraient le Mawlid, la naissance du prophète Mahomet. Un drone nigérian survolant le village dans le cadre d'opérations antiterroristes de routine a confondu les mouvements des civils avec des bandits, et l'armée de l'air nigériane a appelé à une frappe aérienne sur le village.
L'armée de l'air nigériane, qui à cette date dispose de drone armées d'origine chinoise et turc, a d'abord nié toute responsabilité dans ces attaques, mais a ensuite admis que quatre-vingt-cinq personnes avaient été tuées. Ce chiffre a été annoncé par le gouverneur de l'État de Kaduna, Uba Sani (en), et par l'Agence nationale nigériane de gestion des urgences (en). Le bureau d'Amnesty International au Nigeria, citant des habitants, a déclaré que 120 personnes avaient été tuées dans l'attaque, la plupart étant des enfants.

## Réactions
Le président Bola Tinubu a exprimé ses condoléances pour les victimes et a ordonné une enquête sur la frappe aérienne. Le chef d'état-major de l'armée nigériane, Taoreed Lagbaja (en), a assisté aux funérailles et a fait écho aux sentiments de Tinubu.